# Осада Серенска
Осада Серенска — совместная военная акция Юрия Всеволодовича с его братом Ярославом и племянниками Константиновичами против Михаила черниговского.

## История
Юрий был женат на сестре Михаила черниговского, Василько Константинович ростовский — на его дочери. В 1229 году Михаил начал борьбу за новгородское княжение против Ярослава Всеволодовича, и Ярослав с Константиновичами заподозрили Юрия в союзе с Михаилом, но недоразумение было улажено на суздальском съезде в том же году.
В 1230 году Ярослав утвердился на новгородском княжении.
Осенью 1231 года владимирцы и новгородцы провели совместный поход под черниговский Серенск и Мосальск. Летопись отмечает одного погибшего с новгородской стороны. Хотя поход был закончен без мира, Михаил отказался от претензий на Новгород. Лишь в 1232 году на север приезжал Святослав Всеволодович трубчевский, но увидел, что партия черниговских сторонников недостаточно сильна, и вернулся ни с чем. После неудачи в борьбе за Новгород Михаил переориентировался на борьбу за Киев и Галич.